# Poultonella
Poultonella is een geslacht van spinnen uit de familie springspinnen (Salticidae).

## Soorten
De volgende soorten zijn bij het geslacht ingedeeld:
- Poultonella alboimmaculata (Peckham & Peckham, 1883)
- Poultonella nuecesensis Cokendolpher & Horner, 1978